# Cylindrocladiella mangiferae
Cylindrocladiella mangiferae är en svampart som beskrevs av Chowdhry & A. Varma 1990. Cylindrocladiella mangiferae ingår i släktet Cylindrocladiella och familjen Nectriaceae.   Inga underarter finns listade i Catalogue of Life.